# Crematogaster alluaudi
Crematogaster alluaudi es una especie de hormiga acróbata del género Crematogaster, categorizada en la tribu Crematogastrini, de la subfamilia Myrmicinae. Fue descrita por Emery en 1893.

## Distribución
Se distribuye por España y Macaronesia.

## Hábitat
Se ha encontrado a elevaciones de 800-1117 m s. n. m.